# الشام ما قبل التاريخ
تشمل عصور ما قبل التاريخ المشرقي التغيرات الثقافية المختلفة التي حدثت، كما كشفت الأدلة الأثرية، قبل التقاليد المسجلة في منطقة بلاد الشام. وتشير الأدلة الأثرية إلى أن الإنسان العاقل وأنواع أخرى من البشر قد نشأت في إفريقيا –انظر انتشار الإنسان العاقل- وأن أحد الطرق التي اتُخذت لاستعمار أوراسيا كان عبر صحراء شبه جزيرة سيناء وبلاد الشام، ما يعني أنه أحد أكثر المواقع أهمية وتعرضًا للاحتلال في تاريخ الأرض. ليس فقط العديد من الثقافات وتقاليد البشر يعيشون هنا، لكن أيضًا للعديد من أنواع الجنس البشري. إضافةً إلى ذلك، فإن هذه المنطقة هي أحد مراكز تنمية الزراعة.

## تأثير الموقع والمناخ والطرق
وتنقسم المنطقة جغرافيًا بين سهل ساحلي وبلد هضبي إلى الشرق، وغور الأردن الذي ينضم إلى بحيرة طبرية والبحر الميت.
في آخر فترة من العصر الحجري الحديث فصاعدًا، فإن موقع المنطقة في مركز ثلاث طرق تجارية تربط بين ثلاث قارات جعلها ملتقى التأثيرات الدينية والثقافية من مصر، وسوريا، ومنطقة ما بين النهرين، وآسيا الصغرى:
طريق ساحلي (طريق ماريس): يربط غزة والساحل الفلسطيني شمالًا بجوبا ومجدو، شمالًا عبر جبيل إلى فينيقيا والأناضول.
طريق الهضبة: عبر النقب، قادش بارنيا، إلى الخليل والقدس، ثم شمالًا إلى السامرة، وشيشم، وشيلوه، وبيث شيان، وهزور، ثم إلى قادش ودمشق.
طريق الملوك السريع: يمر شمالًا من إيلات، شرق الأردن مرورًا بعمّان إلى دمشق، ويرتبط بطريق الفرنجة شمالًا من اليمن وجنوب السعودية.
عانت المنطقة فترات جفاف حادة، وانخفاض معدل هطول الأمطار ما أثر في الأهمية النسبية للاستقرار مقابل طرق العيش البدوية.
تكررت دورة انخفاض هطول الأمطار عدة مرات، إذ يقضي المزارعون وقتًا أطول في الرعي بدلًا من الزراعة. وفي نهاية المطاف يعودون إلى ثقافة بدوية بالكامل، التي -عندما يزداد هطول الأمطار- تستقر حول مصادر مهمة للمياه وتبدأ بقضاء مزيد من الوقت في الزراعة. يؤدي الازدهار المتزايد إلى إحياء التجارة الإقليمية والدولية.
يتقدم نمو القرى بسرعة إلى ازدهار سوق المدن والدول، ما يجذب انتباه القوى العظمى المجاورة، التي تغزو للسيطرة على شبكات التجارة الإقليمية وإمكانيات فرض الضرائب. وتؤدي الحرب إلى انتشار الأوبئة، ما يؤدي إلى نقص السكان والإفراط في استخدام التربة الهشة والعودة إلى رعي الرحل.  

## فترة العصر الحجري القديم الأدنى (١,٨٥ مليون -٢٠٠,٠٠٠ سنة مضت)
وُثّقت أقدم آثار الاحتلال البشري في بلاد الشام في العبيدية في وادي الأردن جنوب بلاد الشام، فلسطين حاليًا. تم تأريخ الموقع إلى ما قبل ١,٤ مليون سنة ، لكن حددت الأبحاث الإضافية سياقها الزمني إلى ١,٢ -١,٥ مليون سنة ماضية. أنتج الموقع أدوات حجرية نموذجية للصناعة الأشولية التي ظهرت في شرق إفريقيا في وقت مبكر قبل ١.٧٦ مليون سنة. عُثر على موقع سابق في دمانيسي، جورجيا، يعود تاريخه إلى ١,٧٨ -١,٨٥ مليون سنة مضت، ما يشير إلى وجود مواقع أخرى في بلاد الشام لم يُعثر عليها بعد. عُثر على أدوات حجرية من صناعة أولدان، قبل  أشلولين، في النقب والصحراء السورية، تدعم وجود ثقافات ما قبل أشلولين في الممر الشرقي، لكن لا يمكن تحديد سياقها الزمني.